# Pétrel des neiges
 Pagodroma nivea
Genre
Espèce
Statut de conservation UICN

 LC  : Préoccupation mineure

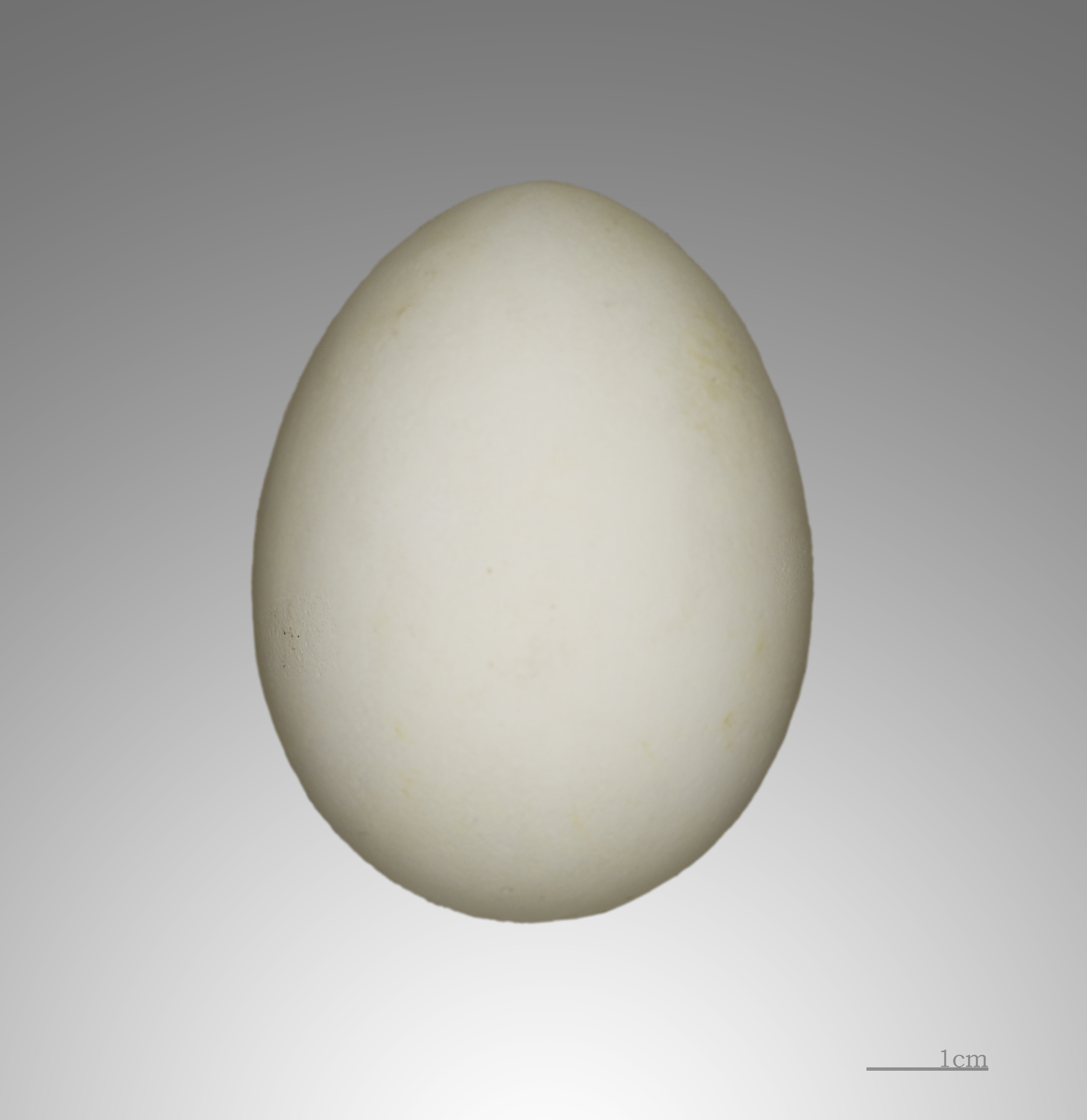
Œuf de pétrel des neiges Muséum de Toulouse

Le Pétrel des neiges (Pagodroma nivea), Fulmar des neiges ou encore Pagodrome (du grec πάγος (págos), « glace » et δρομάς (dromás), « qui voyage »), est une espèce d'oiseaux marins appartenant à la famille des Procellariidae.

## Description
Cet oiseau mesure 30 à 40 cm pour une masse de 240 à 460 g. Son envergure est comprise entre 75 et 95 cm.
Son plumage est entièrement blanc. Son bec et ses pattes sont noirs.

## Répartition
- P. n. nivea (G. Forster, 1777) – côtes de l'Antarctique, arc des Antilles australes et Géorgie du Sud ;
- P. n. major Schlegel, 1863 – côtes de l'Antarctique et îles avoisinantes (archipel de Pointe-Géologie...), îles Sandwich du Sud.

## Alimentation
Le Pétrel des neiges se nourrit surtout de krill (Euphausia), de poissons et de charognes.

### Sources
- del Hoyo J., Elliott A. & Sargatal J. (1992) Handbook of the Birds of the World, Volume 1, Ostrich to Ducks. ICBP, Lynx Edicions, Barcelona, 696 p.
- BirdLife International 2009, « Pagodroma nivea », dans IUCN 2010, par IUCN Red List of Threatened Species. Version 2010.1.